# Liste der Baudenkmäler in Obertraubling
Auf dieser Seite sind die Baudenkmäler in der Oberpfälzer Gemeinde Obertraubling zusammengestellt. Diese Tabelle ist eine Teilliste der Liste der Baudenkmäler in Bayern. Grundlage ist die Bayerische Denkmalliste, die auf Basis des Bayerischen Denkmalschutzgesetzes vom 1. Oktober 1973 erstmals erstellt wurde und seither durch das Bayerische Landesamt für Denkmalpflege geführt wird. Die folgenden Angaben ersetzen nicht die rechtsverbindliche Auskunft der Denkmalschutzbehörde.

## Baudenkmäler nach Ortsteilen

### Obertraubling
| Lage | Objekt                      | Beschreibung | Akten-Nr.     | Bild           |
| --- | --------------------------- | --- | ------------- | -------------- |
| Bahnhofstraße 15; Bahnhofstraße 17; Bahnhofstraße 19; Bahnhofstraße 21; Bahnhofstraße 23; Bahnhofstraße 25; Bahnhofstraße 27; Bahnhofstraße 29 (Standort) | BayWa-Lagerhaus             | erdgeschossiger Verputzbau mit hohem, einseitigem Schopfwalmdach, Aufzugstürmchen, Zwerchhaus und Perrondächern, 1920, in gleichen Formen 1924/25 erweitert; mit Ausstattung | D-3-75-179-10 | weitere Bilder |
| Sankt-Georg-Straße 1; Nähe Regensburger Straße; Sankt-Georg-Straße (Standort)                                                                             | Kath. Pfarrkirche St. Georg | Saalbau mit eingezogenem Chor, Schweifgiebel, südlichem Chorflankenturm mit Haubendach und Putzgliederungen, neubarock, 1907–09 von Johann Baptist Schott; mit Ausstattung; Kriegerkapelle zur Schmerzhaften Muttergottes, Achteckbau mit Vordach auf Pfeilern, 1921 von Heinrich Hauberrisser; mit Ausstattung; Friedhofsmauer mit segmentbogigen Toren und Putzgliederungen, um 1910; Steinkreuz, sogenanntes Pestkreuz, lateinische Form mit verbreitertem Fuß, bezeichnet 1520; Friedhofskreuz, Gusseisenkreuz mit Korpus auf gestuftem, teilweise erneuertem Granitsockel, 1909 von J. Brandl | D-3-75-179-1  | weitere Bilder |

### Gebelkofen
| Lage                              | Objekt                                  | Beschreibung | Akten-Nr.    | Bild           |
| --------------------------------- | --------------------------------------- | --- | ------------ | -------------- |
| Obere Dorfstraße 1 (Standort)     | Kath. Filialkirche St. Johannes Baptist | Saalbau mit eingezogenem Chor, zweigeschossiger Sakristei mit Walmdach und Giebelturm, 1792 unter Erhöhung des im Kern romanischen Turms; mit Ausstattung; Friedhofsmauer, 18./19. Jahrhundert, mit eingelassenen Grabsteinen | D-3-75-179-2 | weitere Bilder |
| Obere Dorfstraße 12 (Standort)    | Gasthaus                                | zweigeschossiger und traufständiger Satteldachbau, 18. /19. Jahrhundert | D-3-75-179-3 | weitere Bilder |
| Schloßweg 4; Schloßweg (Standort) | Schloss                                 | vierflügeliges und dreigeschossiges Weiherhaus mit Walmdächern, mit Schlosskapelle St. Barbara, um 1750, im Kern mittelalterlich; Einfahrt aus zwei Torpfeilern mit Satteldach, 18. Jahrhundert                               | D-3-75-179-4 | weitere Bilder |

### Niedertraubling
| Lage                                                              | Objekt                       | Beschreibung | Akten-Nr.    | Bild                         |
| ----------------------------------------------------------------- | ---------------------------- | --- | ------------ | ---------------------------- |
| Hofmarkstraße 1b; Hofmarkstraße 1a; Nähe Hofmarkstraße (Standort) | Wasserschloss                | Reste des 1852 abgebrochenen Wasserschlosses in Nachfolgebauten, bezeichnet 1819, im Kern spätmittelalterlich: Amtshaus, zweigeschossiger Walmdachbau und ehemals Brauhaus, dreigeschossiger Satteldachbau mit gewölbter Einfahrt segmentbogigen Fenstern und Inschrifttafel, Renaissance, bezeichnet 1595, dazwischen Stadel, zweigeschossiger Satteldachbau mit Kniestock; Reste des Wassergrabens mit einbogiger Steinbrücke, nachmittelalterlich; Reste der Toreinfahrt aus zwei Pfeilern mit Aufsätzen und Teilen der Mauer, Ziegel, wohl 18./19. Jahrhundert | D-3-75-179-5 | weitere Bilder               |
| Schloßstraße 6 (Standort)                                         | Kath. Filialkirche St. Peter | Saalbau mit abgewalmtem Satteldach und Flankenturm mit Treppengiebel, im Kern 12. Jahrhundert, Chor spätgotisch, Umbau bezeichnet 1533 | D-3-75-179-6 | Kath. Filialkirche St. Peter |

### Oberhinkofen
| Lage                     | Objekt                         | Beschreibung | Akten-Nr.    | Bild           |
| ------------------------ | ------------------------------ | --- | ------------ | -------------- |
| Kirchstraße 1 (Standort) | Kath. Filialkirche St. Michael | Saalbau mit eingezogenem Chor, Flankenturm mit Zeltdach, 2. Hälfte 17. Jahrhundert, Turm im Kern gotisch, Dach um 1900, Langhaus 1986 nach Süden erweitert; Friedhofsmauer, wohl 17. Jahrhundert | D-3-75-179-7 | weitere Bilder |

### Piesenkofen
| Lage                                 | Objekt                       | Beschreibung | Akten-Nr.    | Bild                         |
| ------------------------------------ | ---------------------------- | --- | ------------ | ---------------------------- |
| Herzog-Albrecht-Straße 18 (Standort) | Kath. Nebenkirche St. Martin | Saalbau mit eingezogenem Chor und Dachreiter mit Zwiebelhaube, Langhaus im Kern 11.–12. Jahrhundert, Chor 18. Jahrhundert; mit Ausstattung; Friedhofsmauer, wohl 18. Jahrhundert | D-3-75-179-8 | Kath. Nebenkirche St. Martin |

### Scharmassing
| Lage                    | Objekt     | Beschreibung | Akten-Nr.    | Bild |
| ----------------------- | ---------- | --- | ------------ | ---- |
| Bergbreite 1 (Standort) | Bauernhaus | zweigeschossiger Satteldachbau, bezeichnet 1845; Hofkapelle St. Maria, Satteldachbau mit Dachreiter, Putzreliefs und -gliederungen, 1845; mit Ausstattung von 1920/30 | D-3-75-179-9 | BW   |